# Red Lick (Texas)
Red Lick es una ciudad ubicada en el condado de Bowie en el estado estadounidense de Texas. En el Censo de 2010 tenía una población de 1008 habitantes y una densidad poblacional de 202,07 personas por km².

## Geografía
Red Lick se encuentra ubicada en las coordenadas 33°29′5″N 94°9′42″O / 33.48472, -94.16167. Según la Oficina del Censo de los Estados Unidos, Red Lick tiene una superficie total de 4.99 km², de la cual 4.71 km² corresponden a tierra firme y (5.66%) 0.28 km² es agua.

## Demografía
Según el censo de 2010, había 1008 personas residiendo en Red Lick. La densidad de población era de 202,07 hab./km². De los 1008 habitantes, Red Lick estaba compuesto por el 90.97% blancos, el 4.46% eran afroamericanos, el 1.69% eran amerindios, el 0% eran asiáticos, el 0% eran isleños del Pacífico, el 1.09% eran de otras razas y el 1.79% pertenecían a dos o más razas. Del total de la población el 3.77% eran hispanos o latinos de cualquier raza.